# Unia sakramentalna
Unia sakramentalna (łac. unio sacramentalis, niem. Sacramentliche Einigkeit; sakramentalische Vereinigung) – termin, jakim teologia luterańska określa realną obecność ciała i krwi Jezusa Chrystusa w sakramencie eucharystii.

## Krytyka transsubstancjacji
W swoim piśmie polemicznym z roku 1520 O niewoli babilońskiej Kościoła Marcin Luter szeroko omówił kwestię sakramentów, redukując ich liczbę do dwóch: chrztu i komunii świętej (Wieczerzy Pańskiej). Na podstawie Pisma Świętego Luter uznał, że jedynie te dwa zostały osobiście ustanowione przez Jezusa Chrystusa; zawierają w sobie obietnicę zbawienia i posiadają wskazany przez Zbawiciela widzialny znak. Reformator sprzeciwił się wynikającej z ustalonej podczas soboru w Konstancji doktryny konkomitancji praktyce udzielania wiernym sakramentu Wieczerzy Pańskiej jedynie pod jedną postacią. Według reformatora odmawianie wiernym uczestnictwa w społeczności obu darów eucharystycznych jest niezgodne z treścią Biblii i stanowi jedną z głównych piętnowanych w piśmie „niewoli”, w jakie wpadł Kościół. Luter poza tym uznał, że „niewolą” ówczesnego Kościoła było również narzucanie przez papiestwo konieczności uznawania transsubstancjacji jako jedynego, słusznego sposobu rozumienia obecności Chrystusa w sakramencie komunii. Reformator stwierdził, że doktryna o przeistoczeniu przyjęta w 1215 roku na soborze laterańskim IV wyrasta w głównej mierze z filozofii Arystotelesa – poprzez zastosowanie w stosunku do sakramentu pojęć substancji i akcydensu. Zdaniem Lutra transsubstancjacja może być jedynie opinią na temat sakramentu ołtarza, a nie narzuconą prawdą wiary, ponieważ idąca za nią filozofia nie znajduje odzwierciedlenia w Piśmie Świętym.

## Krytyka teologii Zwingliego imarzycieli
W równej mierze jak transsubstancjację Marcin Luter poddał krytyce poglądy szwajcarskich reformatorów, zwłaszcza Huldrycha Zwingliego i Jana Oekolampada, a także teologów określanych przez Lutra mianem marzycieli (m.in. Kaspara Schwenkfelda). Dał temu szczególny wyraz w opublikowanym w 1528 roku Wyznaniu o Wieczerzy Pańskiej, w którym argumentował za realną obecnością Chrystusa w sakramencie komunii. Według Lutra słowa ustanowienia wypowiedziane przez Jezusa podczas ostatniej wieczerzy wskazują na nierozerwalny związek ciała i krwi Chrystusa ze spożywanym najpierw przez apostołów w wieczerniku, a potem przez wiernych w Wieczerzy Pańskiej, chlebem i winem. Zdaniem reformatora Zwingli i jego zwolennicy reprezentowali poglądy niezgodne z Pismem Świętym, sugerujące, iż w słowach ustanowienia Jezus nie wskazywał bezpośrednio na swoją obecność w chlebie i winie, a jedynie zapowiadał, iż chleb i wino oznaczają lub reprezentują jego ciało i krew, sprowadzając sakrament komunii do roli upamiętnienia i znaku (memorializm).
Według Lutra Chrystus poprzez słowa to jest ciało moje i to jest krew moja uobecnia się w sakramencie Wieczerzy Pańskiej dzięki swemu własnemu działaniu. Sakrament nie jest bowiem dziełem człowieka, lecz jest skuteczny przez działanie samego Chrystusa (Słowa Bożego), a słowa ustanowienia, jak dookreśla Obrona Wyznania augsburskiego, wypowiadane są w trakcie liturgii w zastępstwie Chrystusa (in personam Christi), niezależnie od godności sprawującego sakrament. Podobnie obecność Chrystusa w sakramencie nie jest zależna od godności i wiary osoby przyjmującej sakrament (manducatio indignorum).

## Rodzaj unii
Odrzucając z jednej strony transsubstancjację, a z drugiej typowy dla Zwingliego i jego zwolenników pogląd o jedynie pamiątkowym charakterze sakramentu Wieczerzy Pańskiej, Luter zaproponował termin unia sakramentalna, jako jego zdaniem lepiej oddający sposób, w jaki ciało i krew Chrystusa uobecniają się w chlebie i winie. W historii Kościoła pojęcie to utożsamiane było przez wielu teologów z konsubstancjacją, jednak współcześnie wraca się do pierwotnego pojęcia, podkreślając unikanie przez reformatora myślenia o sakramencie w kategoriach arystotelesowskich. Według Lutra podczas konsekracji (wypowiedzenia słów ustanowienia) Słowo Boże jednoczy się z ustanowionym, widzialnym znakiem, sprawiając, że wierni w chlebie i winie przyjmują prawdziwe ciało i krew Chrystusa. Jedność ta wynika z samego ustanowienia sakramentu przez Chrystusa podczas ostatniej wieczerzy. Luter przyrównuje tę unię do jedności natury Bożej i ludzkiej w Jezusie Chrystusie lub do unii mistycznej, którą Kościół i Chrystus są nierozerwalnie złączone.